# James C. McConville
James Charles McConville (Quincy, 16 marzo 1959) è un generale statunitense, 40° Capo di stato maggiore dell'Esercito degli Stati Uniti dal 9 agosto 2019 al 4 agosto 2023.